# مزرعه (شبستر)
مزرعه یکی از روستاهای استان آذربایجان شرقی است که در دهستان رودقات بخش صوفیان شهرستان شبستر واقع شده‌است.
این روستا پنجمین روستای بزرگ بخش صوفیان می باشد و از مکان های دیدنی آن میتوان به امامزاده سید محمد آقا و کوه های پتکلی و کوه سومکی و... اشاره کرد.